# Бьевр (Арденны)
Бьевр (фр. Bièvres) — коммуна во Франции, находится в регионе Шампань — Арденны. Департамент коммуны — Арденны. Входит в состав кантона Кариньян. Округ коммуны — Седан.
Код INSEE коммуны — 08065.
Коммуна расположена приблизительно в 230 км к востоку от Парижа, в 95 км северо-восточнее Шалон-ан-Шампани, в 50 км к юго-востоку от Шарлевиль-Мезьера.

## Население
Население коммуны на 2008 год составляло 63 человека.
| 1962 | 1968 | 1975 | 1982 | 1990 | 1999 | 2008 |
| ---- | ---- | ---- | ---- | ---- | ---- | ---- |
| 116  | 119  | 107  | 87   | 75   | 66   | 63   |

## Экономика
В 2007 году среди 37 человек в трудоспособном возрасте (15—64 лет) 30 были экономически активными, 7 — неактивными (показатель активности — 81,1 %, в 1999 году было 80,0 %). Из 30 активных работали 29 человек (15 мужчин и 14 женщин), безработным был 1 мужчина. Среди 7 неактивных 1 человек был учеником или студентом, 4 — пенсионерами, 2 были неактивными по другим причинам.

## Фотогалерея

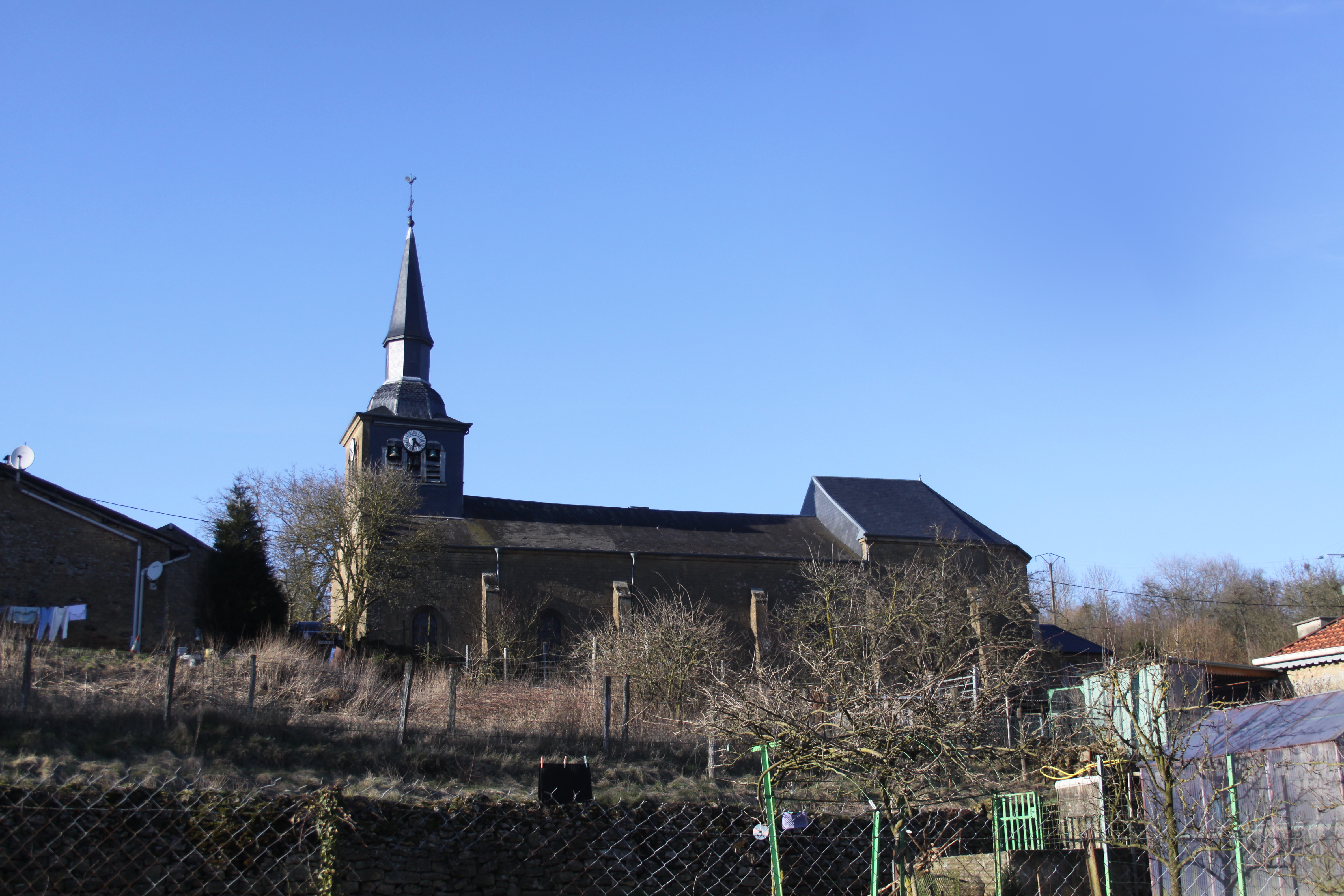
Церковь Сен-Пьер
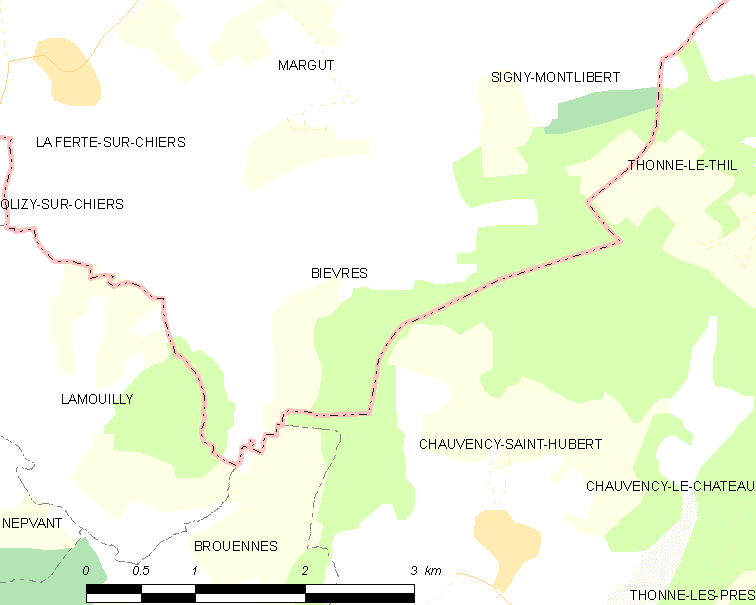
Карта коммуны